# Jerusalem (Nijmegen)

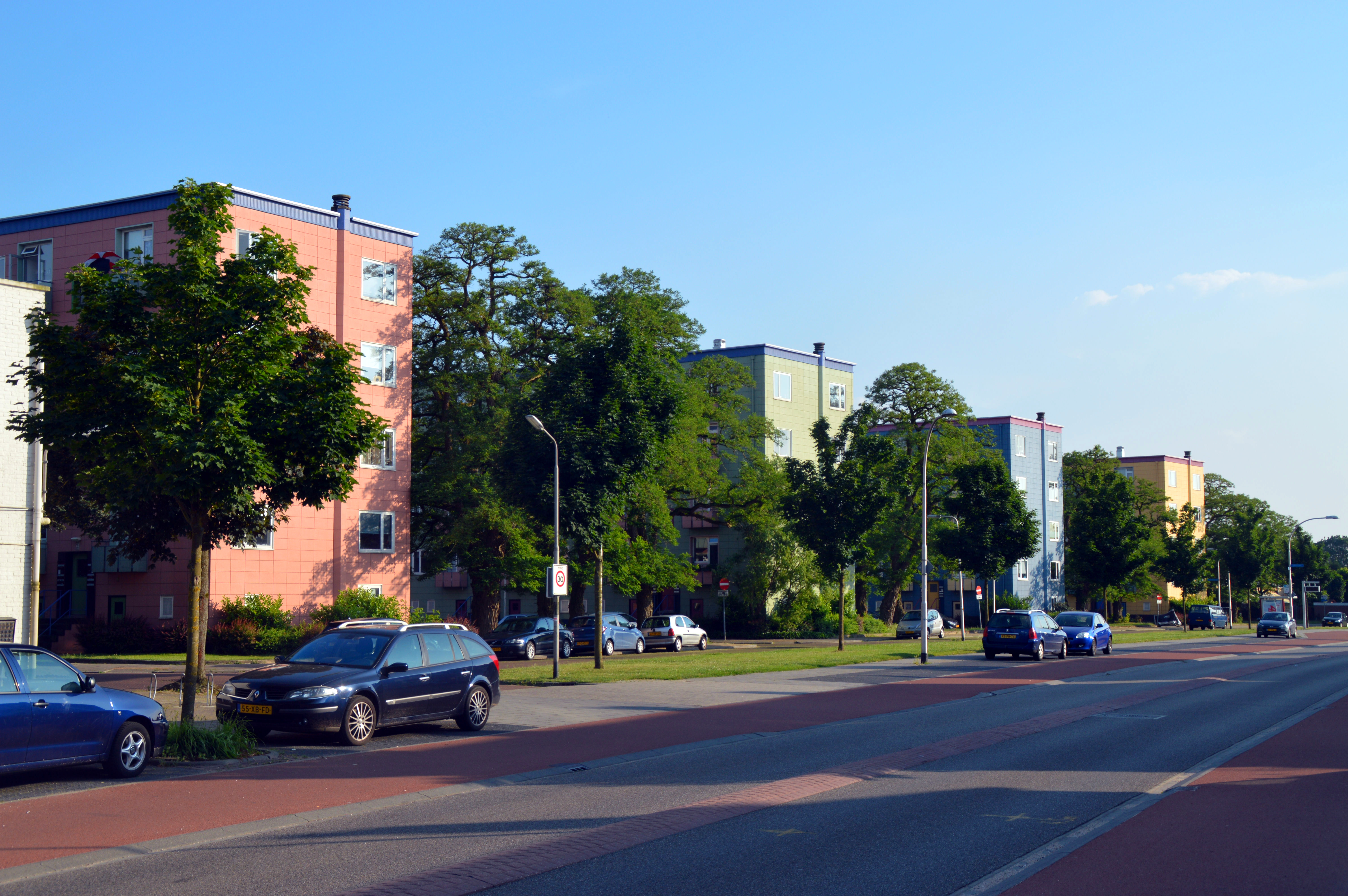
Stapelbouw aan de Molenweg

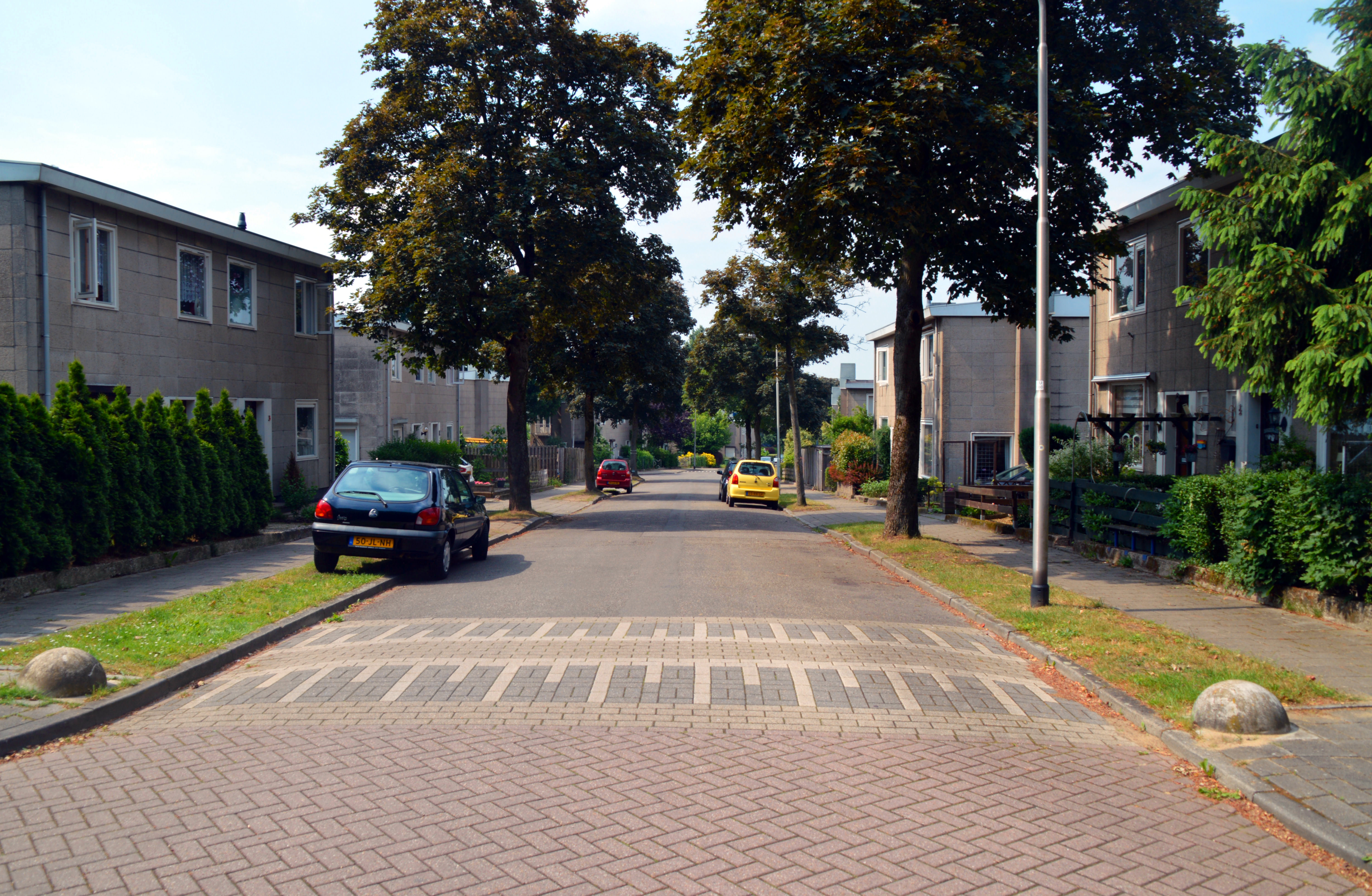
Ligusterstraat

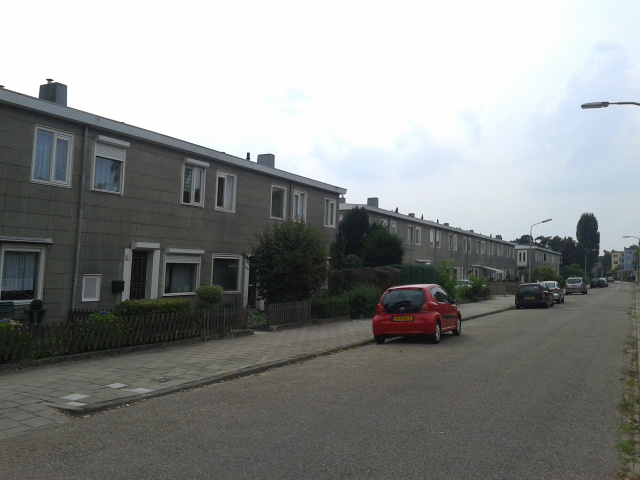
Laagbouwwoningen in Jerusalem

Jerusalem is een buurt in Nijmegen en onderdeel aan de zuidoostkant van de wijk Heseveld. De buurt is gelegen tussen Oude Graafseweg en Molenweg. De belangrijkste doorgaande weg is de Boksdoornstraat.
De naam Jerusalem kwam voor deze wijk in gebruik vanwege het aanzicht van witte, laagbouw- en hoogbouwwoningen met platte daken in smalle straten.

## Ontstaan
De huizen zijn na de Tweede Wereldoorlog met Marshallgelden gebouwd. De kleine goedkope huurwoningen verrezen vanaf 1953 op voormalige tuinbouwgronden achter de Wolfskuilseweg en de Oude Graafseweg. Deze zogenaamde Airey-woningen werden middels prefabricage in snel tempo gerealiseerd. 
Bijzonder is dat er puin uit de in februari 1944 bij het bombardement op Nijmegen verwoeste binnenstad is verwerkt in de prefab betonnen 'bouwstenen' van de woningen.

## Renovatie, sloop en nieuwbouw
Begin 21ste eeuw verkocht verhuurder Talis na een flinke opknapbeurt een deel van de appartementen in de hoogbouw. De laagbouw bleef uitsluitend huur. In 2020 werd besloten om 220 woningen te slopen, omdat de huizen te zeer verouderd waren. Op de bestaande fundering zouden nieuwe duurzame woningen in houtskeletbouw worden gerealiseerd voor de bestaande huurders.

## Bekende bewoners
Eddie en Alex van Halen, oprichters van de Amerikaanse rockband Van Halen, woonden als kind enkele jaren in de Rozemarijnstraat.